# MV Agusta
MV Agusta (neboli Meccanica Verghera Agusta) je italský výrobce motocyklů. Firmu v roce 1945 založil Domenico Agusta, přičemž původně se firma věnovala výrobě letadel. První motocykl přišel v roce 1946 (98 Turismo) a hned v roce 1947 byl představen další typ (Bicilindrica 125). V následujících letech se značka věnovala výrobě převážně závodních motocyklů. Firma zanikla v roce 1980.V roce 1991 byla značka zakoupena skupinou Castiglioni (Cagiva) a první nový motocykl této značky byl opětně vyroben v roce 1997. Je to čtyřválec 750 cm³ pod označením F4 range. MV Agusta byla také členem konsorcia Harley-Davidson - Buell - MVAgusta.
Po snížení prodeje motocyklů jako takových v závislosti masivního vstupu japonských motocyklů na U.S. trh, byl nucen Harley-Davidson konsorcium rozpustit a po opuštění skupiny Buellem došlo i k odchodu MV Agusty.